# Amy Chua

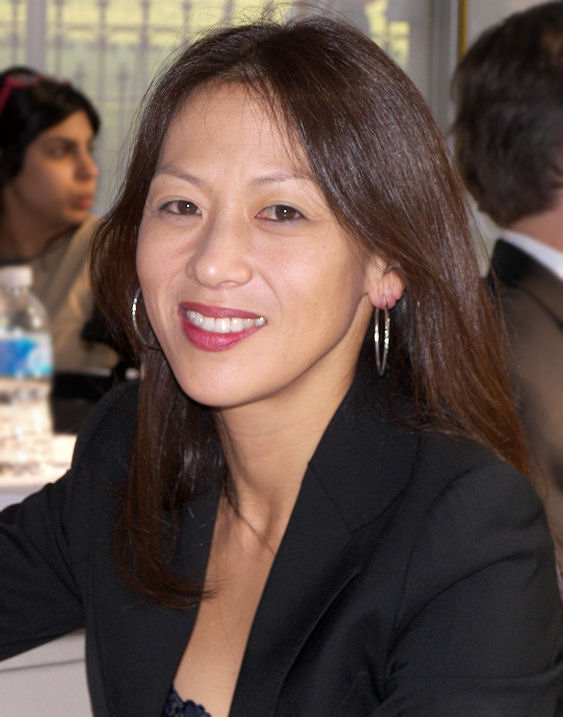
Amy Chua beim Texas Book Festival 2007

Amy L. Chua (chinesisch 蔡美兒, Pinyin Cài Měi'ér; * 1962 in Champaign, Illinois) ist eine US-amerikanische Hochschullehrerin, Juristin und Publizistin. Seit 2001 lehrt sie Rechtswissenschaft an der Yale University. Einer breiteren Öffentlichkeit innerhalb und außerhalb der Vereinigten Staaten wurde sie durch das Buch Battle Hymn of the Tiger Mother (deutsch: Die Mutter des Erfolgs) bekannt, in dem sie über ihre persönlichen Erfahrungen mit einem kompromisslosen „asiatischen“ Erziehungsstil berichtet. Außerdem verfasste sie das Buch Day of Empire, in welchem sie die Hypothese vertritt, dass politische, religiöse und ethnische Toleranz eine notwendige Bedingung für den Aufstieg von Gesellschaften zu Hypermächten ist.

## Leben
Geboren als älteste von vier Töchtern einer Familie von philippinischen Chinesen wuchs Amy Chua in verschiedenen Orten der USA auf. Ihr Vater Leon Chua ist Professor für Elektrotechnik und Informatik an der University of California, Berkeley.
Amy Chua schloss ihr VWL-Studium in Harvard 1984 mit Auszeichnung ab. Anschließend erwarb sie 1987 an der Harvard Law School den J.D. cum laude; sie war Redakteurin der Harvard Law Review und Anwältin bei der New Yorker Kanzlei Cleary Gottlieb Steen & Hamilton.
Sie lebt mit ihrem Mann Jed Rubenfeld, der ebenfalls Jura-Professor in Yale ist, und ihren beiden Töchtern in New Haven, Connecticut. JD Vance war einer ihrer Studenten. Ihre Schwester Katrin ist Medizin-Professorin an der Universität Stanford. Ihre Schwester Cynthia wurde mit dem Down-Syndrom geboren und hat bei den Special Olympics zwei Goldmedaillen im Schwimmen gewonnen.

## Werke (Auswahl)
- Day of Empire. How Hyperpowers Rise to Global Dominance and Why They Fall. Anchor, New York 2007, ISBN 978-1-4000-7741-0 (englisch).
- World on Fire. How Exporting Free Market Democracy Breeds Ethnic Hatred and Global Instability. Doubleday, New York 2003, ISBN 0-385-72186-2 (englisch).
  - Die Welt in Flammen: Wie Demokratie zu Rassismus und Unterdrückung führen kann. Übersetzung von Silvia Kinkel. Redline Verlag, München 2011, ISBN 978-3-86881-317-3.
- Battle Hymn of the Tiger Mother. Penguin Books, 2011, ISBN 978-0-14-312058-2 (englisch).
  - Die Mutter des Erfolgs. Wie ich meinen Kindern das Siegen beibrachte. Nagel & Kimche, Zürich 2011, ISBN 978-3-312-00470-6.
- mit Jed Rubenfeld: The Triple Package: How Three Unlikely Traits Explain the Rise and Fall of Cultural Groups in America. Penguin, 2014, ISBN 978-1-59420-546-0 (englisch).
  - mit Jed Rubenfeld: Alle Menschen sind gleich – erfolgreiche nicht: Die verblüffenden kulturellen Ursachen von Erfolg. Campus Verlag, Frankfurt am Main 2014, ISBN 978-3-593-50117-8.
- Political Tribes: Group Instinct and the Fate of Nations. Penguin, 2018, ISBN 978-0-525-55904-7 (englisch).
- The Golden Gate (2023)
  - Das letzte Geständnis. Goldmann, München 2024, ISBN 978-3-442-49460-6.